# Arne Holtzberg
Arne Gunnar Holtzberg, född 20 april 1902 i Höganäs, död 1978, var en svensk elektroingenjör. 
Holtzberg, som var son till tullkontrollör Johan Valfrid Holtzberg och Elin Kristina Olsson, avlade studentexamen i Göteborg 1920 och utexaminerades från Chalmers tekniska institut 1923. Han var ingenjör vid och verkställande direktör för Swedish Western Electric Co AB 1929–1938, teknisk chef på ljudfilmsavdelningen vid Aga-Baltic Radio AB 1938–1945 samt chef för Agas avdelning för specialapparater 1945–1954 och fyravdelningen från 1954. Han var styrelseledamot i Aga-Graham AB 1947 och Gas Accumulator Sales Co 1958. Han företog studieresor i USA 1924–1929, skrev artiklar i tekniska tidskrifter och var medarbetare i Elektroteknisk handbok, band V (1951).